# Шаштін-Страже
Шашті́н-Стра́же (словац. Šaštin-Straže, нім. Schoßberg-Strascha, угор. Sasvar-Morvaőr) — місто, громада в окрузі Сениця, Трнавський край, західна Словаччина. Кадастрова площа громади — 41,95 км². Розташоване на річці Миява, за ~40–45 км на північний захід від адмінцентру краю міста Трнава і за ~50 км на північ від столиці держави Братислави.

## Географія
Протікають Шаштінський потік і Стара Миява.

## Історія
Сучасне місто, як громада, виникло 1 липня 1960 року після об'єднання двох поселень по різні береги Мияви — Шаштін та Страже-над-Миявою. Перша згадка про поселення, а на той час як сторожову фортецю, датується 1218 роком. 2001 року Шаштін-Страже отримав статус міста. Місто відоме як місце паломництва завдяки базиліці Діви Марії.

## Населення
| Рік:            | 1994. | 2004.   | 2014.   | 2024.   |
| --------------- | ----- | ------- | ------- | ------- |
| Кількість осіб: | 4824  | 5039    | 5140    | 4851    |
| Різниця:        |       | +4,45 % | +2,00 % | -5,62 % |

| Рік:            | 2023. | 2024.   |
| --------------- | ----- | ------- |
| Кількість осіб: | 4883  | 4851    |
| Різниця:        |       | -0,65 % |

За даними перепису 2001 року, в місті проживає 5 107 осіб, з них: 95,44 % — словаки, 2,06 % — роми та 1,50 % — чехи.
За релігійною приналежністю: 88,45 % — католики, 7,31 % — атеїсти та 1,34 % — лютерани.

## Транспорт
автошляхи
- II/500
- II/590

залізниця
- Залізнична станція Шаштін-Страже (словац. Šaštin-Straže; 48°38′02″ пн. ш. 17°08′32″ сх. д.H G O) лінії Кути — Яблониця.